# Élection présidentielle vénézuélienne de 2013
L'élection présidentielle vénézuélienne a lieu le 14 avril 2013 afin d'élire le président de la république bolivarienne du Venezuela, à la suite de la mort d'Hugo Chávez. 
Le président par intérim Nicolás Maduro, considéré comme l'héritier de Chávez, l'emporte face à Henrique Capriles dans un scrutin très serré, moins de 1 % séparant les deux candidats.

## Contexte

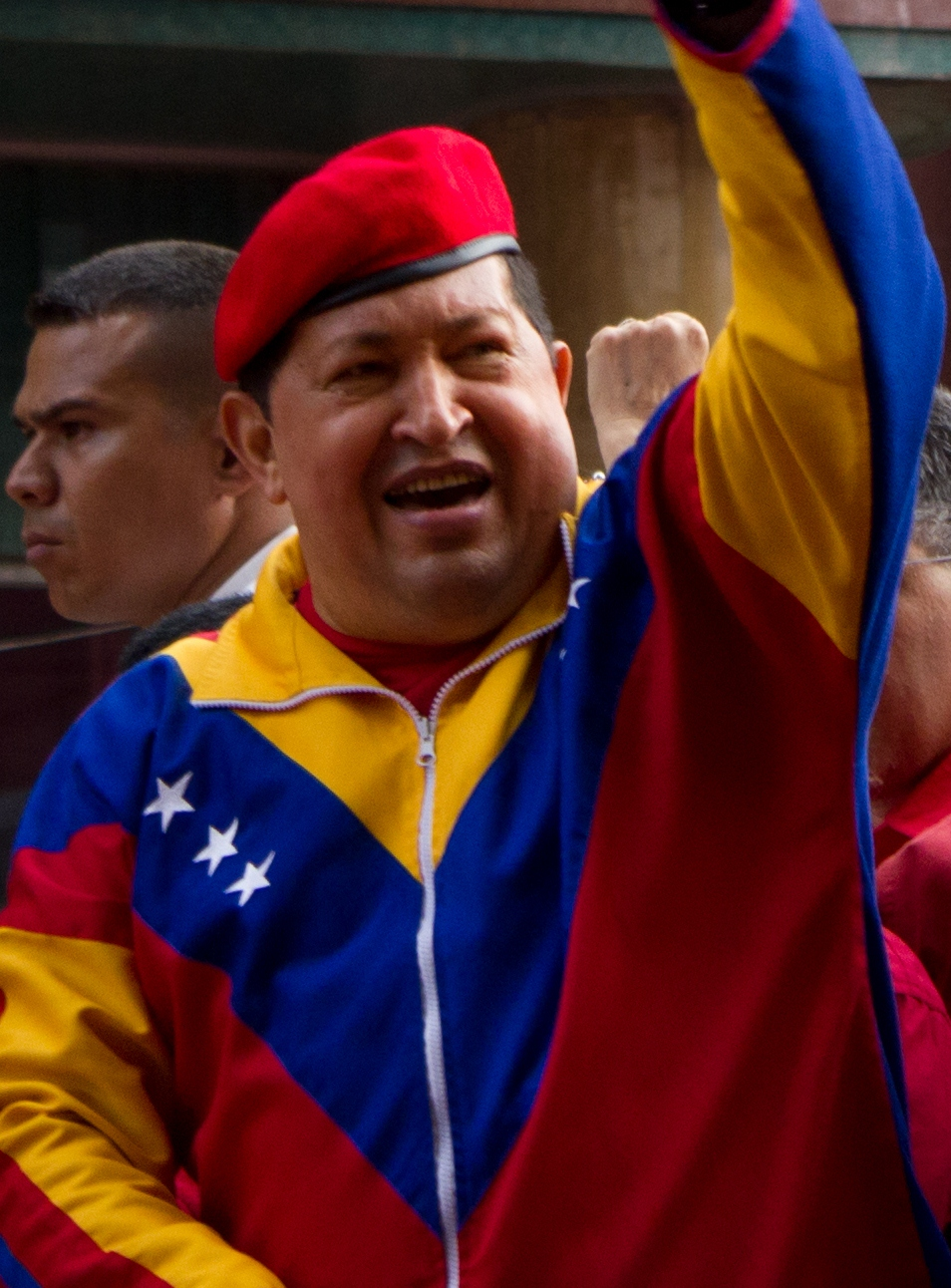
Hugo Chávez, en 2012.

Le 7 octobre 2012, le socialiste Hugo Chávez, président depuis 1999, est réélu pour un quatrième mandat avec 55,1 % des voix face à Henrique Capriles. Pendant la campagne électorale, son état de santé faisait l'objet de spéculations. Il avait en effet été opéré plusieurs fois à Cuba pour un cancer, dont il affirmait être guéri. En décembre 2012, après sa réélection, il retourne à Cuba pour se faire à nouveau opérer. Alors qu'il est dans l'impossibilité de prêter serment le mois suivant, l'opposition réclame la tenue d'un nouveau scrutin. Chávez meurt finalement à Caracas le 5 mars 2013. Sa popularité reste globalement à un niveau élevé et a augmenté pendant sa maladie (74 % d'opinions favorables en janvier 2013) bien que son bilan soit jugé controversé par certains médias.
Nicolás Maduro prête serment comme président par intérim le 8 mars 2013. L'opposition refuse d'assister à son investiture, considérant qu'elle constitue une violation de la Constitution, celle-ci prévoyant que le président par intérim soit le président de l'Assemblée nationale, en l'occurrence Diosdado Cabello.

## Système électoral
Le Venezuela est une démocratie multipartite. Le président de la République est élu au suffrage universel avec un mandat de six ans, renouvelable sans restriction ; l'élection s'effectue au scrutin uninominal majoritaire à un tour.
En vertu de l'article 233 de la Constitution, une élection présidentielle doit être organisée dans les 30 jours suivant le décès du chef de l'État. Le 9 mars 2013, le Conseil national électoral annonce que l'élection se tiendra le 14 avril et que la campagne électorale officielle se déroulera du 2 au 11 avril.[réf. nécessaire]

## Candidats

### Nicolás Maduro
Le vice-président, Nicolás Maduro (50 ans), qui assure l'intérim à la tête du pays, est soutenu par le Grand Pôle patriotique (GPP), coalition électorale fondée en 2011 en vue de soutenir la réélection de Chávez et menée par le Parti socialiste unifié du Venezuela, dont Chávez est le fondateur. Bien que la candidature du président de l'Assemblée nationale, Diosdado Cabello, soit aussi évoquée, la préférence du président défunt allait pour Nicolás Maduro. L'opposition qualifie de « fraude constitutionnelle » la candidature de Maduro, la Constitution prévoyant que le vice-président renonce à ses fonctions s'il veut être candidat à la présidentielle.

### Henrique Capriles
Henrique Capriles (40 ans) est le gouverneur de l'État de Miranda, deuxième État le plus peuplé du pays. Soutenu par la Plateforme unitaire (MUD), coalition électorale de partis d'opposition (centre et droite), il avait affronté Hugo Chávez lors de l'élection présidentielle de 2012, à l'issue de laquelle il avait obtenu 44,31 % des voix, soit le meilleur score réalisé par un candidat de l'opposition face à Chávez. Le 6 mars 2013, au lendemain de la mort de ce dernier, les partis de l'opposition valident à l'unanimité sa candidature à la présidence du Venezuela. Capriles confirme sa candidature le 10 mars.

### Autres
- Reina Sequera (es), syndicaliste et ancien candidat à la présidence du parti Pouvoir du travail (PL)[4]
- María Bolivar, avocate et propriétaire de la boulangerie « Mayami » dans l'État de Zulia et candidate du Parti démocrate uni pour la paix et la liberté (PDUPL)[5]
- Eusebio Méndez, pasteur chrétien, à la tête du parti Nouvelle vision pour mon pays (NUVIPA)[6]
- Julio Mora, soutenu par le parti Unité démocratique (UDEMO)[7]

## Campagne

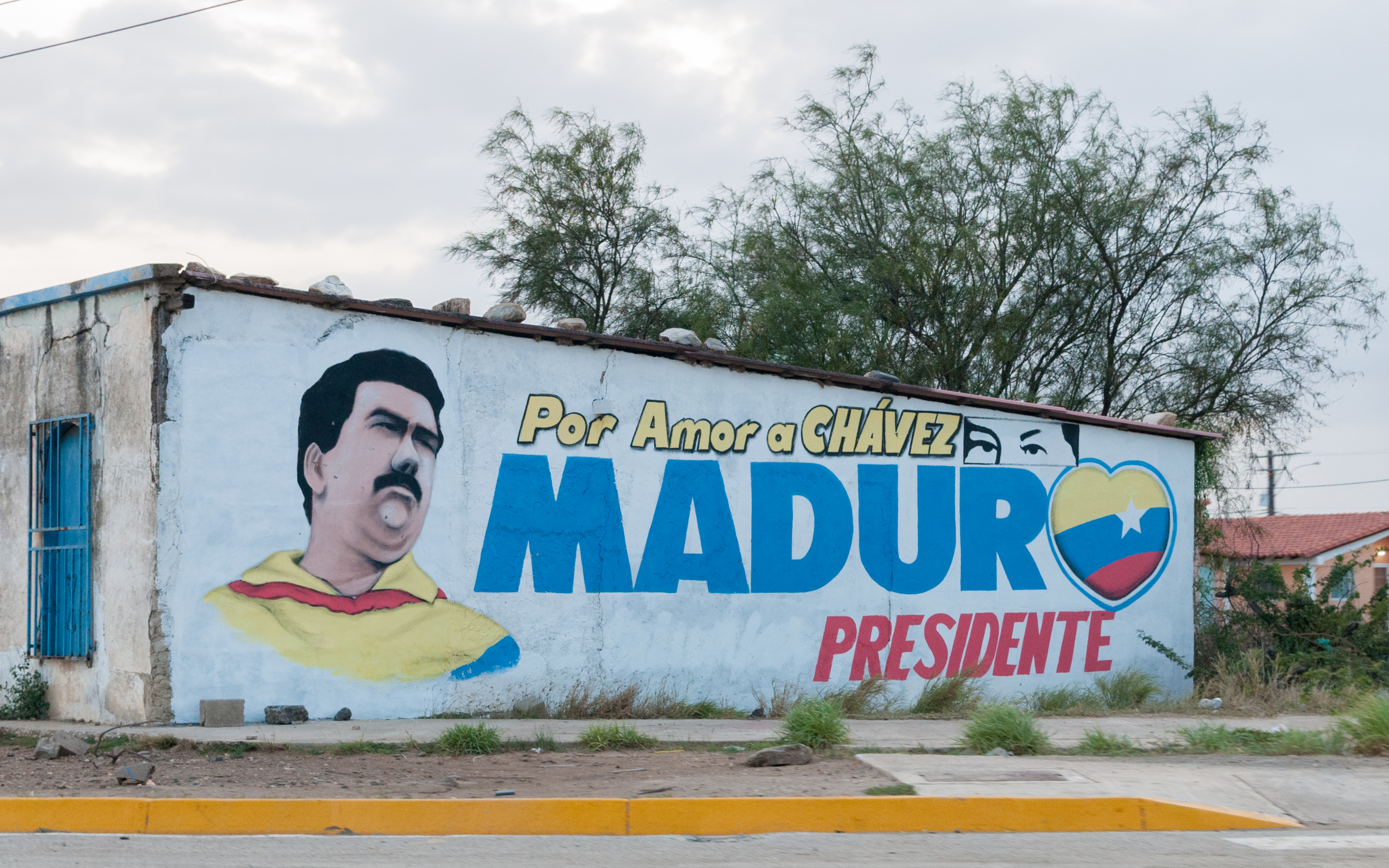
Publicité de campagne présidentielle de Nicolás Maduro en 2013.

Lors de l'annonce de sa candidature, Henrique Capriles affirme qu'il ne laissera « pas la voie libre » à Nicolás Maduro et déclare que ce dernier « utilise le corps d'Hugo Chávez pour faire campagne ». Il accuse en outre le pouvoir d'avoir menti au peuple vénézuélien sur le véritable état de santé du président défunt. Au cours de sa campagne, trois députés, membres de l'opposition et qui le soutenaient initialement, lui retirent leur appui, affirmant que la MUD a décidé de ne pas reconnaitre le résultat des élections si celles-ci aboutissaient à la victoire de Nicolás Maduro.
La campagne est très courte. Les principaux thèmes abordés sont l'état de l'économie et l'insécurité, en particulier à Caracas, qui est souvent considérée comme la capitale la plus dangereuse au monde.
Les échanges entre les deux principaux candidats sont vifs et injurieux. Maduro qualifie Capriles de « prince de la bourgeoisie » et utilise des termes considérés comme homophobes, laissant entendre que Capriles, qui n'est pas marié, est gay. De son côté, Capriles le traite de « Satan » et de « menteur ».

## Sondages
Deux sondages testant l'éventualité d'une élection présidentielle anticipée sont rendus publics avant la mort de Chávez. Réalisés en février 2013, ils donnent tous deux Nicolás Maduro vainqueur, avec 12 à 14 points d'avance sur Henrique Capriles,.
Tout au long de la campagne, les principaux instituts de sondages donnent Maduro nettement en tête. Dans les derniers jours, Capriles semble refaire une partie de son retard sur le président par intérim.

## Résultats
| Candidats                | Candidats                | Partis                   | Voix       | %     |
| ------------------------ | ------------------------ | ------------------------ | ---------- | ----- |
|                          | Nicolás Maduro           | GPPSB                    | 7 587 579  | 50,62 |
|                          | Henrique Capriles        | MUD                      | 7 363 980  | 49,12 |
|                          | Eusebio Mendez           | NUVIPA                   | 19 498     | 0,13  |
|                          | María Bolívar            | PDUPL                    | 13 309     | 0,09  |
|                          | Reina Sequera            | PL                       | 4 241      | 0,03  |
|                          | Julio Mora               | UD                       | 1 936      | 0,01  |
|                          |                          |                          |            |       |
| Votes valides            | Votes valides            | Votes valides            | 14 990 543 | 99,56 |
| Votes blancs et nuls     | Votes blancs et nuls     | Votes blancs et nuls     | 66 937     | 0,44  |
| Total                    | Total                    | Total                    | 15 057 480 | 100   |
| Abstention               | Abstention               | Abstention               | 3 846 884  | 20,35 |
| Inscrits / participation | Inscrits / participation | Inscrits / participation | 18 904 364 | 79,65 |

### Analyse
Les résultats sont plus serrés que lors de la précédente élection présidentielle, qui s'est tenue six mois plus tôt. Le Conseil électoral national proclame la victoire de Nicolás Maduro avec 1,5 point et 225 000 voix d'avance sur son principal rival, Henrique Capriles,. L'année précédente, l'écart entre Chávez et Capriles était de 10,8 points et 1 600 000 voix. Le taux de participation atteint 79,8 %, quasi stable (−0,7 point) par rapport au scrutin de 2012. Les résultats sont une surprise, les commentateurs s'attendant à une plus large victoire de Maduro un mois seulement après la mort d'Hugo Chávez.

### Contestations
Henrique Capriles conteste les résultats et déclare recenser 3 200 incidents ayant entaché le scrutin. Il refuse de reconnaître la victoire de son adversaire et demande un recomptage des votes. La chaîne Globovision, qui a soutenu ce dernier durant la campagne, fait aussi état d'incidents survenus au moment du dépouillement, tels que des urnes retrouvées hors des bureaux de vote. L'opposition affirme également que certains de ses représentants ont été rejetés de 286 bureaux, parfois avec des armes à feu, ou que 600 000 personnes décédées seraient toujours inscrites sur les listes électorales. Nicolás Maduro, qualifiant sa victoire de « juste, légale et constitutionnelle », est proclamé président le lendemain.
Henrique Capriles remet également en cause l'impartialité du Conseil national électoral, présidé par Tibisay Lucena et habilité à annoncer les résultats ; sur les cinq membres, quatre seraient chavistes et un seul appartiendrait à l'opposition. Les États-Unis, l'Espagne et l'Organisation des États américains (OEA) réclament également un recomptage total des votes. Cependant, le scrutin, surveillé par 173 observateurs internationaux, a obtenu le satisfecit de l'Union des nations sud-américaines (Unasur), du Marché commun du Sud (Mercosur), de la Fondation Carter et de l'Union interaméricaine des organismes électoraux (Uniore), celui-ci reconnaissant « l'efficacité, la transparence et la sécurité » du processus électoral.
Le Conseil national électoral décide d’accéder à la requête de l'opposition et fait procéder au recomptage manuel (le vote s’effectue également électroniquement) de 54 % des bulletins, tel que le prévoit la constitution si contestation du résultat.     
L'opposition appelle à manifester, le 16 avril 2013, pour contester le résultat des élections. Les manifestations tournent aux affrontements avec les policiers, provoquant au moins sept morts et une soixantaine de blessés. Quatre sièges locaux du Parti socialiste unifié du Venezuela sont incendiés, ainsi que des radios communautaires et des centres médicaux comprenant des médecins cubains.
Le 17 avril, le Tribunal suprême de justice refuse le comptage manuel, estimant que c'est impossible malgré les urnes contenant les votes papiers, car hors du cadre constitutionnel. Par ailleurs, Henrique Capriles suspend son appel à manifester, pour éviter des violences,.